# Озерне (Вікуловський район)
Озе́рне (рос. Озёрное) — село у складі Вікуловського району Тюменської області, Росія.
Населення — 708 осіб (2010, 905 у 2002).
Національний склад станом на 2002 рік:
- росіяни — 95 %